# RSPH9
RSPH9‏ (Radial spoke head 9 homolog) هوَ بروتين يُشَفر بواسطة جين RSPH9 في الإنسان.